# Sónen-ai

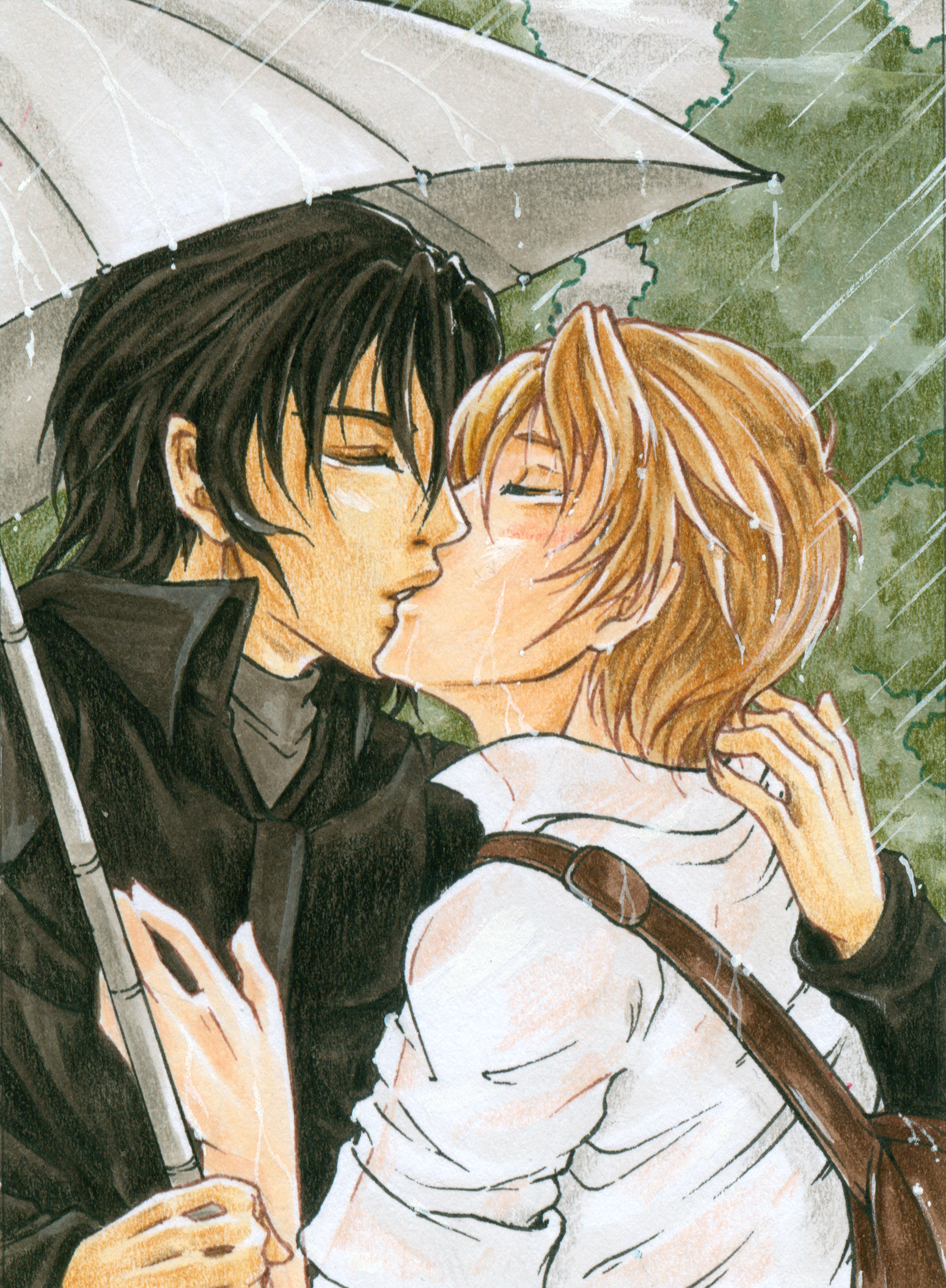
Jack és Arik, kitalált karakterek egy német sónen-ai fan arton. A kép eredetileg az Animexx közösség által jelent meg

A sónen-ai (少年愛; Hepburn: shōnen-ai; jelentése „fiúszerelem”) két férfi/fiú romantikus kapcsolatáról szóló mangák és animék gyűjtőneve. Az amerikai változata a hasonló témáknak a slash. A sódzso egyik alműfaja, mivel általában nők írják 16 és 25 év közötti nőknek. Rendkívül népszerű műfaj Japánban és az Egyesült Államokban, s hazánkban is egyre inkább azzá válik.
A kifejezést Japánban már nem használják mangákra és animékre, helyette az angol boy’s love (ボーイズラブ; Hepburn: bōizu rabu; bóizu rabu, vagy röviden BL) került be a köztudatba, ami bár jelentésre megegyezik a sónen-aijal, tartalma más: a BL megnevezést minden olyan műre használják, melyben homoszexuális tartalom van. Nagyon sokan keverik a később kialakult jaoival, holott a sónen-ai az érzelmekre épít, míg a jaoi középpontjában a szexualitás áll.
Az első sónen-ai manga Hagio Moto mangaka munkája, a Tóma no Sinzó volt, ami 1973-ban jelent meg Japánban. A stílus jellemző képviselője a Gravitation és a Loveless című manga- és animesorozat.

## Áttekintés

### Fogalma

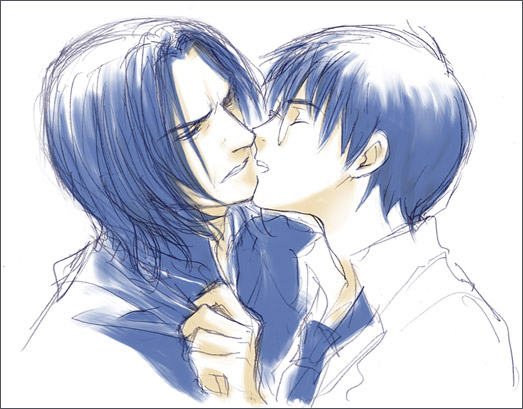
A boys love nem csak a keleti kultúrában népszerű. Rajongói rajz Harryről és Pitonról, J. K. Rowling szereplőiről a Harry Potter könyvsorozatból

A sónen-ai kifejezés Japánban kezdetben efebofíliát (latinul ephebophilia) vagy pederasztiát jelentett, de az 1970-es évek elejétől az 1980-as évek végéig a sódzso mangák egy új műfajának leírására is használták. Elsősorban felnőtt nők által készített műveket értettek alatta, és gyönyörű, fiatal fiúk szerelméről szólt.
A sónen-ai és jaoi kifejezéseket a nyugati rajongók a műfaj két változatának megkülönböztetésére használják. A sónen-ai korábban alakult ki elődjénél. Ebben az esetben a jaoi elsősorban szexuális témákat, erotikus jeleneteket tartalmaz, míg a sónen-ai középpontjában inkább a romantika áll, és nem tartalmaz konkrét szex jeleneteket, de burkoltan utalhat rá. Tehát ilyen értelemben Murakami Maki Gravitation című mangája sónen-ai, mivel a karakterek életpályája helyett inkább a szerelmi életükre fókuszál, míg a Gravitation Remix és Megamix dódzsinsi ugyanettől a szerzőtől már jaoinak minősül, mert ezekben a szereplők szexuális élete kerül előtérbe.

### Jellemzői
A sónen-ai jellegzetességei közé tartozik, hogy egzotikumot tartalmaz, gyakran Európában játszódik és idealisztikus. A történetek főhősei általában bisónenek, azaz különlegesen szép, a női ideálnak megfelelő fiúk/férfiak a sódzso stílus elemeivel: mesés, könnyű esésű haj, finom arcvonások, karcsú testalkat. Szuzuki Kazuko szerint a sónen-ai „pedáns” és „nehezen érthető” műfaj, szükséges hozzá a „klasszikus irodalom, történelem és tudományok ismerete”, és tele van „filozófiai és elvont gondolatokkal”. Szerinte a műfaj kihívás a fiatal olvasók számára, akik ahogy nőttek fel, ahelyett, hogy csak az utalásokat és mélyebb témákat lettek volna képesek megérteni, eleinte a főszereplővel is azonosulni tudtak.
Az 1980-as évek végén a hivatalosan publikált sónen-ai mangák népszerűsége hanyatlóban volt, helyette a dódzsinsiként, a saját kiadásként megjelent jaoi művek váltak egyre népszerűbbé.

## Célcsoportja
A sónen-ai fő célcsoportja nem a homoszexuális férfiak, hanem a fiatal és felnőtt nők, éppen ezért a műfajban alkotó legtöbb mangaka maga is nő.
Egyes elméletek szerint az, hogy miért nyerik el a sónen-ai történetek a női olvasók és művészek tetszését, gyakran onnan ered, hogy egy félénk női olvasóból ellenérzést vált ki a férfiak és nők erotikus ábrázolása. Josinaka Megumi japán kutató arra a következtetésre jutott, hogy a serdülő lányok nagyon válogatósak, viszont a sónen-aiban idealizált, részben aszexuális, „hibátlan, szép fiúkra” leltek. 
Más elméletek szerint a műfaj a női olvasóknak megadja azt a lehetőséget, hogy női versenytársak nélkül, szabadon fantáziáljanak a másik nemről. A műfaj lehetőséget kínál arra is, hogy a férfiak elgondolkodjanak saját, homoszexuális érzéseiken, valamint a reménytelen szerelem és a jóképű férfiak szenvedésének ábrázolása is egy magyarázat a sónen-ai népszerűségére. A német származású Jacqueline Berndt szerint a két férfi szereplő közti szerelem a női olvasó lelkitárs utáni sóvárgásának felel meg. A meleg szerelemre a továbbiakban igaz, hogy egy (túlidealizált férfi) ikertestvér iránti vágy kifejezése, akivel meg tudnánk osztani a gondjainkat.

## Népszerűsége, publikáció
A Weekly Kiadó honlapján közölt cikk szerint a legtöbb kiadó 2004 nyarán kezdett el jaoi műveket forgalmazni. Az egyik legnagyobb kiadó ebben a műfajban a Tokyopop, amely olyan műveket adott ki, mint például Mató Szanami híres bestsellerét, a Fake című mangát. A Fake egy hét kötetes sorozat, ami két new york-i zsaru történetét mutatja be, akiknek romantikus érdeklődése egymás iránt kötetről kötetre fokozódik. Hazánkban a Fumax, a Delta Vision és az Athenaeum 2000 kiadó (Mangattack márkanéven) ad ki Tokyopop-köteteket.
További népszerű kiadók még külföldön a Digital Manga, a Central Park Media és a Broccoli Books. Még a családbarát Viz Media is vetett egy óvatos pillantást a műfajra; Pancha Diaz szerkesztő szerint „a Viz mindig figyelembe veszi, éppen mi a népszerű, és a rajongók milyen típusú műveket keresnek.” A Viz gondozásában megjelent Descendants of Darkness (闇の末裔; Hepburn-átírással: Yami no Matsuei; Jami no Macuei) mangát megjelenésétől számítva 2005-ig 10 000 példányban adták el. „A kapcsolatok nagyon édesek és kedvesek, gondoskodók”, így nyilatkozott róla Diaz.
A Digital Manga népszerűségét ebben a műfajban az Only the Ring Finger Knows (その指だけが知っている; Hepburn-átírással: Sono Yubi Dake ga Shitteiru; Szono Jubi Dake ga Sitteiru) hozta meg, 2005-ig több, mint 12 000 eladott példánnyal. Ez egy sónen-ai light novel sorozat, amit Kannagi Szatoru írt és Odagiri Hotaru mangásított meg. Két középiskolás szüntelen évődését mutatja be, miközben titokban romantikus érzéseket táplálnak egymás iránt. „Ez érinthetetlen szerelem némi cukormázzal és humorral”, így jellemezte Isaac Lew, a kaliforniai Digital Manga értékesítési és fejlesztési részlegének igazgatója. De a Digital Manga nevéhez további híres címek is fűződnek, mint a Desire (2004 szeptembere és 2005 márciusa közt 6000 eladott példány), vagy a Passion első kötete (2004 novemberétől 2005 márciusáig 9000 eladott példány). A new york-i Central Park Media, ami provokatívabb mangákat jelentet meg, elérte a legitimizált jaoi piac megnyitását Kodaka Kazuma művével, a 2004 augusztusában kiadott Kizunával, ami már konkrét szexuális képeket is tartalmaz. A kiadó másik ismert munkája a Be Beautiful, a hat könyvből álló sorozat, amit 2004 augusztusában publikáltak.
Jody Heard, a Digital Manga jaoi szakértője és tanácsadója szerint a műfaj népszerűségének oka, hogy „ez egy férfiak közti viszony a női fantázia ellátására. A férfiak mindig vonzók, viszont mindig vannak kérdéseik a kapcsolatukról. Általában az, hogy »vajon ő szeret engem?«” Heard azt mondta, a szorongás és a szappanopera kombinálva bizonyos mennyiségű intelligenciával teszi a sztorit komplex, egyedi történetté. A Tokyopop szerkesztője, Lillian Diaz-Przybyl megjegyezte, „a jaoi eltöröl számtalan kulturális sztereotípiát arról, milyennek kellene lennie egy párkapcsolatnak. A nők csak bizonyos szerepkörök eljátszására szolgálnak. Az olvasónak nem kell női karakterre asszociálnia, hanem te magad döntöd el, melyik szereppel azonosulsz.” A legtöbb szerkesztő azonban elismeri a műfaj hiányosságait és pontatlanságait. Diaz-Przybyl szerint a valódi homoszexuális témák gyakran elkendőzöttek, mivel heteroszexuális nőknek íródtak, Heard azonban elárulta, hogy a homoszexuális barátai néznek sónen-ait, „udvarias kíváncsiságból”.
Annak ellenére, hogy a homoszexuális kapcsolatok ábrázolása megjelenik bizonyos művekben és művészeknél, nem minden mű és művész találja pozitívnak a férfiak közti szerelmet. Különösen a korai történetekben mutatkozik meg a szerencsétlen, beteljesületlen, nem érvényesíthető szerelem - ezt úgy is lehet értelmezni, mint az ellenszenv, az idegenkedés kifejezése a valódi homoszexualitástól. Ennek megfelelően a műfaj nem feltétlenül társadalmi vagy politikai üzenetként, hanem elsősorban erotikus fantáziaként funkcionál.

### További irodalom
- Angles, Jeffrey. Writing the love of boys: origins of Bishōnen culture in modernist Japanese literature. Minneapolis: University of Minnesota Press (2011). ISBN 978-0-8166-6970-7
- Aoyama, Tomoko (1988) "Male homosexuality as treated by Japanese women writers" in The Japanese Trajectory: Modernization and Beyond, Gavan McCormack, Yoshio Sugimoto szerk. Cambridge University Press, ISBN 0-521-34515-4.
- Brienza, Casey (6 February 2004). "An Introduction to Korean Manhwa" Aestheticism.com
- Camper, Cathy (2006). „Boys, Boys, Boys: Kazuma Kodaka Interview”. Giant Robot (42), 60–63. o. ISSN 1534-9845.
- Cooper, Lisa "Laugh it up" Newtype USA, October 2007 (Volume 6 Number 10)
- Frennea, Melissa (2011) "The Prevalence of Rape and Child Pornography in Yaoi"
- Galbraith, Patrick W. (2011). „Fujoshi: Fantasy Play and Transgressive Intimacy among "Rotten Girls" in Contemporary Japan”. Signs 37 (1), 211–232. o. DOI:10.1086/660182.
- Haggerty, George E. (2000). Encyclopedia of Gay Histories and Cultures. Taylor & Francis. ISBN 978-0-8153-1880-4.
- Kakinuma Eiko, Kurihara Chiyo et al. (eds.), Tanbi-Shosetsu, Gay-Bungaku Book Guide, 1993. ISBN 4-89367-323-8
- KUCI Subversities 18 October 2010
- Levi, Antonia (1996) Samurai from Outer Space: Understanding Japanese Animation
- Boys' Love Manga: Essays on the Sexual Ambiguity and Cross-Cultural Fandom of the Genre. McFarland & Company. ISBN 978-0-7864-4195-2
- Lewis, Marilyn Jaye (editor), Zowie! It's Yaoi!: Western Girls Write Hot Stories of Boys' Love. Philadelphia: Running Press, 2006. ISBN 1-56025-910-8.
- Mautner, Chris (2007) "Introduction to yaoi, part 1"
- McCarthy, Helen, Jonathan Clements The Erotic Anime Movie Guide pub Titan (London) 1998 ISBN 1-85286-946-1
- McHarry, Mark (2011). (Un)gendering the homoerotic body: Imagining subjects in boys' love and yaoi Transformative Works and Cultures
- McHarry, Mark (2011). "Girls Doing Boys Doing Boys: Boys' Love, Masculinity and Sexual Identities". In Perper, Timothy and Martha Cornog (Eds.) Mangatopia: Essays on Anime and Manga in the Modern World. New York: ABC-Clio. ISBN 978-1-59158-908-2
- McLelland, Mark (2011). „Australia's 'Child-Abuse Materials' legislation, internet regulation and the juridification of the imagination”. International Journal of Cultural Studies 15 (5), 467. o. DOI:10.1177/1367877911421082.
- Nishimura Mari (2001) Aniparo to Yaoi Ohta Publishing ISBN 978-4-87233-643-6
- Newtype USA, August 2007 (Volume 6 Number 8) "Why we like it"
- Newtype USA, November 2007 (Vol. 6 No. 11) "Favorite authors" p. 109
- Ogi, Fusami (Autumn 2001) "Beyond Shoujo, Blending Gender: Subverting the Homogendered World in Shoujo Manga (Japanese Comics for Girls)". International Journal of Comic Art 3 (2): 151–161.
- Erotic Comics 2: A Graphic History from the Liberated '70s to the Internet. Abrams ComicArts (2009). ISBN 978-0-8109-7277-3
- PiQ, June 2008 (Volume 1 Number 3)
- PiQ, July 2008 (Volume 1 Number 4)
- Saito, Kumiko (2011) "Desire in Subtext: Gender, Fandom, and Women’s Male-Male Homoerotic Parodies in Contemporary Japan" in Mechademia 6.
- Salek, Rebecca (June 2005) More Than Just Mommy and Daddy: "Nontraditional" Families in Comics Sequential Tart
- Solomon, Charles (30 June 2004) Young men in love Los Angeles Times
- Welker, James. (2011) "Flower Tribes and Female Desire: Complicating Early Female Consumption of Male Homosexuality in Shôjo Manga" in Mechademia 6.
- "Glocal Polemics of ‘BL’ (Boys Love): Production, Circulation, and Censorship." () Oita University.

## Fordítás
- Ez a szócikk részben vagy egészben a Yaoi#Shōnen-ai című angol Wikipédia-szócikk ezen változatának fordításán alapul.  Az eredeti cikk szerkesztőit annak laptörténete sorolja fel. Ez a jelzés csupán a megfogalmazás eredetét és a szerzői jogokat jelzi, nem szolgál a cikkben szereplő információk forrásmegjelöléseként.
- Ez a szócikk részben vagy egészben a Shōnen Ai című német Wikipédia-szócikk ezen változatának fordításán alapul.  Az eredeti cikk szerkesztőit annak laptörténete sorolja fel. Ez a jelzés csupán a megfogalmazás eredetét és a szerzői jogokat jelzi, nem szolgál a cikkben szereplő információk forrásmegjelöléseként.